# فين ينسن
فين جنسن (بالدنماركية: Finn Jensen)‏ هو سباح دنماركي، ولد في 22 نوفمبر 1914 في فريدريكسبرغ في الدنمارك، وتوفي في 25 أغسطس 1987.

## وصلات خارجية
- فين جنسن على موقع الاتحاد الدولي للسباحة (الإنجليزية)
- فين جنسن على موقع أوليمبيديا (الإنجليزية)